# Pinokio (serial animowany 1976)
Pinokio (jap. ピコリーノの冒険 Pikorīno no Bōken; niem. Pinocchio) – japońsko-austriacko-zachodnioniemiecki serial animowany z 1976 roku wyprodukowany przez Nippon Animation we współpracy z ZDF i ORF na podstawie powieści Carlo Collodiego.

## Obsada głosowa
| Postać   | Obsada niemiecka | Obsada japońska  |
| -------- | ---------------- | ---------------- |
| Pinokio  | Helga Anders     | Masako Nozawa    |
| Gina     | Christa Häussler | Kazuko Sugiyama  |
| Gepetto  | Willy Friedrichs | Junji Chiba      |
| Lis      | Fred Maire       | Sanji Hase       |
| Kocur    | Michael Rüth     | Ichirō Nagai     |
| Rocco    | Harald Baerow    | Kaneta Kimotsuki |
| Wróżka   | Ursula Wolff     | Mami Koyama      |
| Giuletta | Monika John      | Miyoko Asou      |

## Wersja polska
W Polsce serial emitowany na TVP1 w Wieczorynce od 12 października 1994 do 13 grudnia 1995.
Wersja polska: Telewizyjne Studia Dźwięku w Warszawie

Reżyseria: Andrzej Bogusz

Dialogi:
- Walentyna Mikołajczyk-Trzcińska (odc. 15-17, 33),
- Joanna Klimkiewicz (odc. 52)

Dźwięk: Paweł Gniado

Montaż: Zofia Dmoch

Kierownictwo produkcji: Dorota Filipek-Załęska

Wystąpili:
- Agnieszka Kunikowska – Pinokio
- Krystyna Kozanecka – Gina
- Stanisław Brudny – Dżeppeto
- Krzysztof Strużycki – 
  - Lis,
  - mieszkańcy miasta (odc. 2),
  - mieszkaniec miasta (odc. 4),
  - czarny zając #1 (odc. 7),
  - łasica #4 (odc. 14-15)
- Jacek Jarosz – 
  - Kocur,
  - mieszkaniec miasta (odc. 4),
  - czarny zając #3 (odc. 7),
  - czarny zając #4 (odc. 7),
  - łasica #3 (odc. 14-15),
  - Wąż (odc. 16)
- Grzegorz Wons – Rocco
- Jolanta Grusznic – Wróżka
- Jolanta Hanisz – Giulietta
- Aleksandra Koncewicz – Narrator
- Leopold Matuszczak – 
  - kupiec Antonio (odc. 1),
  - szczur #1 (odc. 2),
  - mieszkańcy miasta (odc. 2),
  - woźnica-Pierrot (odc. 4),
  - Marcello (odc. 48)
- Ewa Wawrzoń – 
  - mieszkańcy miasta (odc. 2),
  - Rozetta (odc. 44-45)
- Jerzy Złotnicki – 
  - straganiarz (odc. 2),
  - mieszkańcy miasta (odc. 2)
- Krystyna Królówna – 
  - brązowowłosa straganiarka (odc. 2),
  - mieszkanka miasta (odc. 4)
- Hanna Kinder-Kiss – 
  - posiwiała straganiarka (odc. 2),
  - mieszkańcy miasta (odc. 2),
  - chłopiec (odc. 3),
  - mieszkanka miasta (odc. 4),
  - łasica #2 (odc. 14-15)
- Tomasz Marzecki – 
  - szczur #2 (odc. 2),
  - oberżysta (odc. 5),
  - pan Kruk (odc. 7),
  - Jastrząb (odc. 10)
- Artur Kaczmarski – Camillo (odc. 45)
- Henryk Łapiński –
  - ojciec chłopca (odc. 3),
  - mieszkaniec miasta (odc. 4),
  - gospodarz (odc. 14-15)
- Jan Kulczycki – właściciel teatrzyku kukiełkowego (odc. 3-4)
- Mikołaj Müller – mieszkaniec miasta (odc. 4)
- Antonina Girycz – żaba (odc. 5)
- Ryszard Nawrocki – Kunibert Kudłaty (odc. 6-7)
- Andrzej Bogusz –
  - Jastrząb (odc. 6)
  - czarny zając #2 (odc. 7),
  - klienci gospody (odc. 29),
  - rolnik (odc. 48)
- Jacek Bursztynowicz – 
  - pan Puchacz (odc. 7),
  - osioł (odc. 29-30)
- Irena Malarczyk – papuga (odc. 8)
- Tadeusz Borowski – Kunibert Kudłaty (odc. 10)
- Mieczysław Gajda – pies (odc. 14-15)
- Izabella Dziarska – łasica #1 (odc. 14-15)
- Wojciech Machnicki – Kunibert Kudłaty (odc. 16)
- Włodzimierz Bednarski –
  - Piotr (odc. 29-30),
  - klienci gospody (odc. 29),
  - właściciel balonu (odc. 33)
- Józef Mika – tuńczyk (odc. 51)
- Włodzimierz Nowakowski – właściciel pralni (odc. 52)

Tekst piosenki: Krzysztof Rześniowiecki

Śpiewała: Eleni
Lektor: Maciej Gudowski

## Lista odcinków
| Nr  | Tytuł polski                       | Tytuł niemiecki                        | Tytuł japoński                                             |
| --- | ---------------------------------- | -------------------------------------- | ---------------------------------------------------------- |
| 1.  | Jak Pinokio przyszedł na świat     | Wie Pinocchio auf die Welt kam         | ピコリーノの誕生, Pikorīno no tanjō                        |
| 2.  |                                    | Das Riesenei ist eine Ente             | 町は大騒ぎ, Machi ha oosawagi                              |
| 3.  |                                    | Tanz, Püppchen, tanz!                  | 人形芝居小屋へ行こう, Ningyō shibai koya he iko u          |
| 4.  | Sława Pinokia                      | Wo ist Geppetto?                       | ぼくは大スター, Bokuha dai sutā                            |
| 5.  |                                    | Das unheimliche Wirtshaus              | おどろおどろの赤エビ屋, Odoroodorono aka ebi ya            |
| 6.  |                                    | Bei der guten Fee                      | ルリ色髪の少女, Ruri shoku kami no shōjo                   |
| 7.  |                                    | Pinocchios lange Nase                  | ボクいい子になるんだ, Bokui iko ninarunda                  |
| 8.  | Tam, gdzie rosną złotonośne drzewa | Wo die Geldbäume wachsen               | ふしぎの野原, Fushigino nohara                             |
| 9.  |                                    | Geppetto bekommt Besuch                | 仙女の白い小さな家, Sen onna no shiroi chiisa na ie        |
| 10. | Duża i mała tabliczka mnożenia     | Das große und das kleine Einmaleins    | ぼく勉強するんだ！, Boku benkyō surunda!                   |
| 11. |                                    | Vom Richter, der ein Affe war          | いんちき裁判, Inchiki saiban                               |
| 12. |                                    | Immer Ärger mit den Hausaufgaben       | まぬけおとしの町ってなあに, Manukeotoshino machittenaani   |
| 13. |                                    | Die abenteuerliche Nacht               | 夜遊びは楽しいな, Yoasobi ha tanoshi ina                   |
| 14. |                                    | Wie Pinocchio ein Hofhund wird         | ピコリーノ番犬になる（前）, Pikorīno banken ninaru (mae)   |
| 15. | Podstępne łasice                   | Die hinterlistigen Wiesel              | ピコリーノ番犬になる（後）, Pikorīno banken ninaru (nochi) |
| 16. | Choroba Gepetta                    | Ist Geppetto wirklich krank?           | 笑う大蛇, Warau orochi                                     |
| 17. | Obrażona wróżka                    | Die verschwundene Fee                  | 仙女さまがいなくなった, Sen onna samagainakunatta          |
| 18. |                                    | Die Reise auf der Taube                | 空の旅, Sora no tabi                                       |
| 19. |                                    | Auf der Suche                          | 空から落ちたジーナ, Aka raochi ta Jīna                     |
| 20. | W drodze do miasta delfinów        | Die Stadt der Delphine                 | ゼペット爺さんがいた, Zepetto-jīsan gaita                  |
| 21. | Przeprawa przez morze              | Allein auf dem Meer                    | イルカの海の町へ, Iruka no umi no machi he                 |
| 22. | Cudowny ratunek                    | Die wunderbare Rettung                 | イルカのおともだち, Iruka no otomodachi                    |
| 23. |                                    | Ins Netz gegangen                      | のら犬のアリドーロ, Nora inu no aridōro                    |
| 24. |                                    | Im Dorf der fleißigen Bienen           | ぼく働くんだ！, Boku hatarakunda!                          |
| 25. |                                    | Der Kampf mit den Gespenstern          | 泥棒退治, Dorobō taiji                                     |
| 26. |                                    | Hilfe für die Schildkröten             | 海亀さんとの約束, Umi kame santono yakusoku                |
| 27. |                                    | Wie Pinocchio den Schuster reich macht | 靴屋修業, Kutsuya shugyō                                   |
| 28. |                                    | Ein Esel ist zu gewinnen               | ピコリーノのマラソン大会, Pikorīno no marason taikai       |
| 29. |                                    | Ein leichtsinniges Versprechen         | ロバのドンキー, Roba no Donkī                              |
| 30. |                                    | Überfall im Wirtshaus                  | 宿屋のドロボー騒ぎ, Yadoya no dorobo sawagi                |
| 31. |                                    | Wiedersehen mit Rocco                  | ロッコとの再会, Rokko tono saikai                          |
| 32. |                                    | Der geheimnisvolle Turm                | 不思議なカタツムリ, Fushigi na katatsumuri                 |
| 33. |                                    | Die Fahrt im Ballon                    | 風船旅行, Fūsen ryokō                                      |
| 34. |                                    | Pinocchios Kampf mit den Nachtgeistern | ピコリーノがカカシになった, Pikorīno ga kakashi ninatta    |
| 35. |                                    | Die goldene Uhr                        | 盗まれた金時計, Nusuma reta kindokei                       |
| 36. |                                    | Ührlein, Ührlein, du musst wandern     | ぼくの宝物, Bokuno takaramono                              |
| 37. |                                    | Landstreicher Romeo                    | ロメオという少年, Romeo toiu shōnen                        |
| 38. |                                    | Kommt mit ins Spielzeugland!           | おもちゃの国へ行く馬車, Omochano kuni he iku basha         |
| 39. |                                    | Achterbahn und Karussell               | 素晴しいおもちゃの国, Subarashī omochano kuni              |
| 40. |                                    | Schreck in der Morgenstunde            | ロバになったピコリーノ, Roba ninatta Pikorīno              |
| 41. |                                    | An den Zirkus verkauft                 | サーカス一座の仲間達, Sākasu ichiza no nakamatachi         |
| 42. |                                    | Drei Esel und die ganz große Nummer    | ジーナの宝物, Jīna no takaramono                           |
| 43. |                                    | Hilfe, Hilfe - Feuer, Feuer            | ロバの曲芸, Roba no kyokugei                               |
| 44. |                                    | Die alte Rosetta                       | ロゼッタおばあさん, Rozetta-obaasan                        |
| 45. |                                    | Der gestohlene Leierkasten             | おばあさんの息子, Obaasan no musuko                        |
| 46. |                                    | Ein Gorilla und zwei Halunken          | ゴリラのおうち, Gorira no ōchi                             |
| 47. |                                    | Die geheimnisvolle Höhle               | 秘密のほら穴, Himitsu nohora ana                           |
| 48. |                                    | Bei Holzfällern und Eichhörnchen       | リスの親子, Risu no oyako                                  |
| 49. |                                    | Die Fahrt über den Strudel             | おじいさんにあいたい, Ojī-san ni aitai                     |
| 50. |                                    | Im Bauch des Walfisches                | クジラのおなか, Kujira no onaka                            |
| 51. | Spotkanie z Gepettem               | Wiedersehen mit Geppetto               | おうちに帰ろうよ, Ōchini kaero uyo                         |
| 52. | Znowu w domu                       | Endlich daheim                         | いつまでもいつまでも, Itsumademoitsumademo                 |